# Krzewsk
Krzewsk (Duits: Hohenwalde) is een plaats in het Poolse district  Elbląski, woiwodschap Ermland-Mazurië. De plaats maakt deel uit van de gemeente Markusy en telt 422 inwoners.